# Планина
Планината е топографска релефна земна форма, която има по-голяма надморска височина от заобикалящите я обекти. Планината е много по-стръмна или по-обемна от хълма, но има определено застъпване между двете понятия, така че употребата им зависи и от местните обичаи и условия. Също така има известно застъпване и с понятието плато. Различават се ниски, средни и високи планини. Долната граница за ниска планина е 600 метра над морското равнище. Най-високата планина в Слънчевата система е Олимп, която се намира на Марс и е от вулканичен произход. Височината ѝ е 21 171 m. На Земята най-високата планина е Хималаите и по-специално връх Еверест със своите 8848 m.
Планината може да съществува отделно, но също така като част от големи планински масиви. Могат да се разделят основно на тектонични, ерозионни и вулканични, но това разделение е условно, тъй като тези процеси могат да зависят едни от други.
Планини покриват 54% от Азия, 36% от Северна Америка, 25% от Европа, 22% от Южна Америка, 17% от Австралия и 3% от Африка. Като цяло 24% от световната повърхност е заета от планини. Всеки 1 на 10 души живее в планински регион. Всички главни реки се подхранват от планински източници и повече от половината човечество зависи от тези реки.
Международният ден на планината е 11 декември.

## Характеристики
Високите планини достигнат до по-студените слоеве на атмосферата. Следователно те са предмет на заледяване и ерозия. Тези процеси създават формата на пирамидалните върхове. Някои от тези планини имат ледникови езера, създадени от топенето на ледниците; така например има около 3000 ледникови езера в Бутан. Планините вследствие на ерозия и атмосферни влияния могат да променят своите характеристики с течение на времето.
Високите планини имат различни климатични условия на върха и в основата си, което е предпоставка за различна флора и фауна. На най-високите места дървета не могат да растат, и климатът е от алпийски тип, подобен на този на тундрата. Непосредствено под тази линия, където растат дърветата, може да се намерят субалпийски гори от иглолистни дървета, които могат да издържат на студ и суша. В регионите със сух климат, стремежът към повече валежи, съчетано с по-ниски температури, спомага за различни условия на живот, което от своя страна довежда до различни растителни и животински видове. Някои растения и животни, открити в тези зони, са склонни да останат изолирани, тъй като условията над и под тази зона остават особено негостоприемни за тях и ги ограничават териториално и оттам биологичното им разпространение. От друга страна, птиците, които могат да летят, се възползват от миграцията от един район в друг, който в противен случай би бил недостъпен. Тези изолирани екологични системи или микроклимати, са известни като „небесни острови“.
Причината планините да са по-студени от равнините е свързана с това как Слънцето затопля земната повърхност. На практика топлината на повърхността на Земята идва от слънцето под формата на слънчева енергия. Слънчевата радиация се абсорбира от сушата и моретата, откъдето се отделя топлина във въздуха. Въздухът по принцип е изолатор, така че топлопроводимостта от земята в атмосферата е незначителна. Топлината се прехвърля главно в атмосферата в резултат на конвекция и радиация. Топлият въздух се издига, защото е по-лек, което води до конвективно движение. Когато топлината се излъчва от повърхността на земята, тя е във формата на вълни с голяма дължина на вълната, които не пътуват по въздуха много ефективно. Тази лъчиста топлина се поглъща временно от газове в атмосферата, като например въглероден двуокис и водна пара. По този начин, в по-ниските части на тропосферата, повече от 50% от всички въздушни маси лежат под нивото на най-високия връх на планетата Еверест, т.е. образува се покривка от въздух, която задържа топлината. Това е известно и като парников ефект. Колкото по-високо се отива, толкова по-малка е вероятността от тази покривка да запази топлината. По този начин високите планини са по-студени от обкръжаващите ги равнини. Температура на въздуха в най-ниския слой на атмосферата, тропосферата, намалява с увеличаване на надморската височина. Степента, с която температурата пада с надморската височина, не е постоянна (може да варира денонощно или сезонно), но нормална средна величина е около 5,5 °С на 1000 метра.
Планините са обикновено по-малко предпочитани от човека за обитаване отколкото низините, където времето е благоприятно и има равен терен подходящ за земеделие. При много голяма надморска височина, има по-малко кислород във въздуха и по-малко защита от слънчевата радиация (най-вече ултравиолетовото излъчване). Остра планинска болест (вследствие на хипоксия – липсата на кислород в кръвта) може да настъпи над 3500 m при хора, които прекарат повече от няколко часа на тази височина.

## Видове планини
В зависимост от външните си очертания планините се поделят на 5 основни групи:
- Купеновидни и конусовидни – такава форма имат повечето вулкански масиви – Етна на остров Сицилия, Камерун в Африка, повечето от вулканите в Камчатка и много други.
- Верижни – когато се редуват няколко планински ридове (хребети), които имат добре очертано надлъжно било, ясно изразени в релефа планински склонове и гребен. Такива планини са Кордилерите, Кавказ, Атласки планини, Стара планина.
- Масивни – представляват разчленена планинска област с неправилни очертания. Състоят се от множество планински ридове и хребети в различни направления, заострени и заоблени върхове, планински гребени и гърбища и заравнености по билото и склоновете. Такива планини са Алтай, Чешкия масив, Рила и др.
- Планински възел – местата в планинските верижни системи, където планинските ридове (хребети) се събират от различни посоки и са силно сближени помежду си от тектонски натиск. Такъв планински възел е Памир в Централна Азия, където се събират веригите на планините Каракорум, Кунлун, Тяншан и Хиндукуш.
- Планинска земя – тя представлява просторна високо издигната планинска област с разнообразен релеф от планински вериги, котловини, високи върхове, широки плата. такива са Бразилска планинска земя, Етиопска планинска земя, Тибетска планинска земя, Иранска планинска земя.[14]

## Части на планините
Във всяка планина се различават изпъкнали и вдлъбнати форми на релефа. Към изпъкналите форми на планинския релеф спадат: подножие, склон, било, седловина и връх.
- Подножието е условната граница между долната част на склоновете на планината и вдлъбнатите или равнинни форми на релефа около планината.
- Склонове – планинските склонове в зависимост от напречния си профил може да са стръмни или полегати, изпъкнали или вдлъбнати, а често пъти стъпаловидни. Тези особености на склоновете са във връзка с произхода и развитието на планината.
- Проходи или седловини – представляват понижение на планинското било между два съседни върха. Колкото по-ниска е седловината, толкова е по-голямо значението ѝ като проход през планината. Такива са проходите Бренер в Алпите, Дукла в Карпатите, Кумбре в Андите, Рожен в Родопите, Витиня в Стара планина.
- Гребени или било – в зависимост от външните си белези билата на планините могат да бъдат: 1. остри и тогава се наричат гребени или зъбери (Кончето в Пирин); 2. заоблени или гърбища, например билата на планините Средна гора, Люлин и др.; 3. платовидни – с плоско върхово равнище, например върховете в Етиопската планинска земя, наречени амби.
- Върхове – те могат да бъдат заострени или заоблени. Заострените върхове съобразно формата си носят най-различни имена, като зъб, игла, рог, пик – Злия зъб и Иглата в Рила, Данбланш и Матерхорн в Алпите, Пик Хан Тенгри в Тяншан, Монте Корно в Апенините. Заоблените върхове носят наименованията купени, чалове – Равни чал, Мустачал в Рила.[14]

Към вдлъбнатите форми на планинския релеф спадат: котловините и долините.
- Котловини – те представляват вдлъбнати земни форми с различни размери, обградени от ниски или високи планини. Равното котловинно дъно се нарича поле. Всред него понякога се издигат уединени височини, а оградата на котловините се очертава от планинските склонове – Таримска котловина, Цайдам в Тибет, Ферганска котловина в Тяншан, Голям басейн в Северна Америка, Косово поле и у нас Задбалканските котловини, между които най-характерна е Софийската котловина.
- Долини – те са продълговати, вдлъбнати земни форми. Главни съставни части на долината са долинното дъно, обикновено заедно с речното легло и долинните склонове. Ако долината е разположена между два планински рида (хребета) тя се нарича надлъжна, а когато пресича напреки или косо един или няколко планински рида тя е известна под името пролом (Железни врата на река Дунав, Искърски пролом на река Искър). В зависимост от наклона и вида на склоновете долините се делят на симетрични (двата ѝ склона са с еднакъв наклон) и асиметрични (единият склон е висок и стръмен, а другият нисък и полегат). Други видове долини са каньоните (на реките Колорадо, Русенски Лом), клисурите (ждрелата) – тесни урвести долини, характерни за планински и карстови местности), доловете са малки по размери долини с полегати и на места стръмни склонове и ровините или овразите са удължени, вдлъбнати форми, със стръмни склонове и тясно легло, с дължина от няколко метра до няколко километра, дълбочина от 1 до 15 – 20 m, без постоянен речен отток.[14]

В планините, особено високите, се срещат голям брой видове микрорелефни форми (малки земни форми, които не превишават няколко метра в диаметър и височина), нехарактерни за равнинните райони на земната повърхност.

## Образуване и състав
Сблъсъкът на тектонични плочи води до образуването на множество планински системи.
Вулканичната дейност, метаморфизмът, огъването и разломите са също фактори, които трябва да се вземат предвид при образуването на планинските вериги.
Много планини са формирани при вулканична дейност, изригването на вулканите спомага за издигане на някои части над други. Килиманджаро и Фуджи са типични примери за това.
Основните съставни части на планините са пръст и скали (минерали). В историята на земята съществуват поне три периода на формиране на планините. Първият започва преди 400 милиона години. Вторият е от преди 270 милиона години, и последният около 35 милиона години.

## Използване и експлоатация

### Алпинизъм
Алпинизмът е вид високопланински спорт и се състои в катерене на планини, най-често с цел покоряване на най-високите планински върхове.
В зависимост от терена, алпинизмът може да бъде разделен условно на 3 вида – снежно, ледено и скално катерене. Различните терени изискват различни техники, но също така имат и някои общи характеристики като изключителна спортна и техническа подготовка, специално оборудване и екипировка и натрупване на много практически опит.

### Планински туризъм
Повечето планини предлагат идеални условия за туризъм. Планинските пътеки с живописни, красиви и разнообразни гледки през различните сезони привличат много туристи от всички възрасти. Наред с красивата природа днес планините предлагат удобни хотели, съоръжения и развлечения. Езерата и реките са удобни за риболов, а горите за лов, бране на билки и гъби и конен спорт. Модерни ски курорти и писти са място за много начинаещи и напреднали скиори и сноубордисти през зимата.